# مارثا فوستر كروفورد
مارثا فوستر كروفورد (بالإنجليزية: Martha Foster Crawford)‏ هي كاتِبة أمريكية، ولدت في 28 يناير 1830 في مقاطعة جاسبر في الولايات المتحدة، وتوفيت في 1909 في لياونينغ في الصين.